# ریمله
ریمله، روستایی از توابع بخش مرکزی شهرستان خرم‌آباد در استان لرستان ایران است.

## جمعیت
جمعیت کل منطقه ریمله، شامل حدود ده پارچه آبادی تقریباً پنج هزار نفر است
که نود و نه درصد این منطقه از طایفه بزرگ بیرانوند هستند و به زبان شیرین لکی صحبت می‌کنند، البته طبق آمار، اکثر بچه‌های دهه نودی این منطقه، همچون سایر مناطق کشور با زبان فارسی صحبت می‌کنند.
دهستان ریمله دارای روستاهای ریمله اصلی، قلعه نو، پشت مله، آبتاف، برد بل، قلعه جغد، چنه بردی یا چشمه بید، خلیل‌آباد، برالیکه، سیل میش می‌باشد که روستای ریمله اصلی براساس سرشماری مرکز آمار ایران سرشماری عمومی نفوس و مسکن در سال ۱۳۹۵، جمعیت آن تقریباً هزار و پانصد نفر (۲۵۰خانوار) بوده‌است.

## موقعیت جغرافیایی
روستای ریمله معروف به ریمله سبز در ۲۰ کیلومتری شمال خرم‌آباد قرار دارد. مسیر آن از جاده خرم‌آباد الشتر، به سمت دهستان رباط نمکی و تقریباً ده کیلومتر بالاتر از رباط نمکی قرار دارد که برای رفتن به آنجا باید از داخل دهستان رباط نمکی عبور کنید. فاصله زمانی از خرم‌آباد تا ریمله تقریباً بیست دقیقه است. آب و هوای این منطقه معتدل و سرد کوهستانی است، که زمستان پر برف و بسیار سرد و یخبندان با برفهایی که بعضی مواقع تقریباً به یک متر هم می‌رسند و بهار پر باران و تابستان خنک و پاییزی بی نظیر دارد، و یک منطقه بکر گردشگری محسوب می‌شود، که در روز سیزده بدر و ایام تعطیل پذیرای مسافران و گردشگران بیشماری است. شغل اصلی مردم ریمله کشاورزی و دامپروری است.
یکی از معروف‌ترین گیاهان کوهی و مصرفی این منطقه که شهرت استانی دارد زرشک ریمله است. منطقه ریمله معدن اصلی گیاهان دارویی و مصرفی و درختان زالزاک و گلابی وحشی و … کشت اصلی این منطقه گندم، جو، نخود، عدس، و در سالهای اخیر سیر و زعفران و …
این روستا شامل درختان سیب، و گردو انگور و گلابی و بادام … بیشمار و بینظیری در سطح کشور است. ویکی از سوغاتی‌های معروفاین منطقه گردوی آن است. در سال ۱۳۷۹ به عنوان منطقه بکر کشوری از لحاظ آب و خاک انتخاب شده و کارهای عمرانی-منابع طبیعی زیادی از جمله احداث چند استخر پرورش ماهی و ایجاد بزرگارین و موفق‌ترین طرح مراتع و جنگل کاری در این منطقه صورت پذیرفت.
که بودجه اولیه آن پس از آنکه از لحاظ آب و هوایی و خاک حاصلخیز و عجیب و قریبش در دنیا به عنوان بهترین و متفاوت‌ترین نمونه انتخاب شد، تامین شد، ولی متأسفانه در آن زمان توسط مسئولین جهاد کشاورزی، بجز حجم اندکی، ما بقی به تاراج رفت.
ریمله هم‌اکنون یکی از تاریخی‌ترین و بکرترین مناطق و روستاهای شهر خرم‌آباد است
از مناطق دیدنی آن می‌توان جدا از زیبایی چهار فصل کل منطقه به قلعه قدیمی و تاریخی آن اشاره کرد که در وسط ریمله اصلی قرار دارد.
پارک جنگلی، و کوه‌های متفاوت و سر به فلک کشیده کولپار و هرهره وکانکبود و… و باغات سر سبز و بیشمار و غیره اشاره کرد.

### امکانات روستا
دسترسی به جاده آسفالته، برق، گاز، اینترنت، شبکه‌های رادیویی و تلویزیونی دیجیتال
مشکلات مهم روستا:مشکلات آب آشامیدنی و لوله‌کشی روستا، که مهم‌ترین دغدغه مردمان این دیار است.